# Idiocera buettikeri
Idiocera buettikeri là một loài ruồi trong họ Limoniidae. Chúng phân bố ở miền Cổ bắc.